# 大柴健
大柴健（おおしば けん）は、日本の漫画家。男性。「また明日」が第78回週刊少年マガジン新人漫画賞で入選。

## 作品リスト
- ティジクン!（原作：横山雅彦、『週刊少年マガジン』2009年36号[1] - 2010年6号、全3巻） - 初連載作[1]。
- 無重力コミュニケイション（『別冊少年マガジン』2012年2月号[3] - 2013年7月号、全4巻）
- 君が死ぬ夏に（『マガジンSPECIAL』2015年No.10[4] - 2017年No.2[5]→『別冊少年マガジン』2017年4月号[6] - 2018年8月号、全7巻）
- 命がけでもたりないのさ（『別冊少年マガジン』2020年10月号[7] - 2021年6月号[8]、全2巻）